# Hélder Cristóvão
Hélder, właśc. Hélder Marino Rodrigues Cristóvão (ur. 21 marca 1971 w Luandzie) – portugalski piłkarz pochodzenia angolskiego grający na pozycji środkowego obrońcy.

## Kariera klubowa
Hélder urodził się w stolicy Angoli, Luandzie. Wyemigrował w młodym wieku do Portugalii i tam też rozpoczął karierę piłkarską. Jego pierwszym klubem w karierze był GD Estoril-Praia. W 1989 roku zadebiutował w jego barwach w trzeciej lidze, a w 1990 awansował do drugiej. Z kolei rok później wywalczył kolejną promocję i jesienią 1991 zadebiutował w pierwszej lidze portugalskiej. W Estoril grał jeszcze przez rok i już w 1992 roku podpisał kontrakt z jednym z czołowych klubów w kraju, lizbońską, Benfiką. Już w 1993 roku został z nią wicemistrzem Portugalii oraz zdobył Puchar Portugalii, a rok później wywalczył z nią swoje pierwsze w karierze mistrzostwo kraju. Natomiast w 1995 roku zajął z Benfiką 3. pozycję w pierwszej lidze.
Późną jesienią 1996 roku Hélder zmienił barwy klubowe i odszedł do hiszpańskiego Deportivo La Coruña. W Primera División zadebiutował 22 grudnia w zremisowanym 1:1 wyjazdowym spotkaniu ze Sportingiem Gijón. Do końca sezonu 1996/1997 był podstawowym zawodnikiem Deportivo i zajął z nim 3. miejsce w La Liga. W kolejnym pełnił jednak rolę rezerwowego i przegrywał rywalizację o miejsce w składzie z takimi zawodnikami jak Noureddine Naybet czy Donato. Natomiast cały sezon 1998/1999 opuścił z powodu kontuzji.
Latem 1999 roku Portugalczyk został wypożyczony do angielskiego Newcastle United. W drużynie prowadzonej przez Bobby’ego Robsona wystąpił w 12 spotkaniach i strzelił jednego gola, a w 2000 roku wrócił do „Depor”. W 2001 i 2002 roku jako rezerwowy dwukrotnie zostawał wicemistrzem Hiszpanii. Latem 2002 Hélder wrócił do Benfiki i w klubie tym grał przez dwa sezony. Dwa razy był wicemistrzem kraju, a w 2004 zdobył też krajowy puchar.
Latem 2004 Hélder został piłkarzem francuskiego Paris Saint-Germain. W Ligue 1 zadebiutował 30 października w zremisowanym 1:1 wyjazdowym spotkaniu z AJ Auxerre. W PSG wystąpił w 16 spotkaniach i spędził jeden sezon. W 2005 roku przeszedł do greckiej Larisy. Po rozegraniu 9 meczów w Alpha Ethniki postanowił zakończyć piłkarską karierę.
| Sezon   | Klub                | Kraj       | Rozgrywki        | Mecze | Bramki |
| ------- | ------------------- | ---------- | ---------------- | ----- | ------ |
| 1989/90 | GD Estoril-Praia    | Portugalia | III liga         | 25    | 2      |
| 1990/91 | GD Estoril-Praia    | Portugalia | Liga de Honra    | 23    | 1      |
| 1991/92 | GD Estoril-Praia    | Portugalia | Superliga        | 33    | 2      |
| 1992/93 | SL Benfica          | Portugalia | Superliga        | 30    | 1      |
| 1993/94 | SL Benfica          | Portugalia | Superliga        | 32    | 2      |
| 1994/95 | SL Benfica          | Portugalia | Superliga        | 21    | 2      |
| 1995/96 | SL Benfica          | Portugalia | Superliga        | 32    | 1      |
| 1996/97 | SL Benfica          | Portugalia | Superliga        | 10    | 3      |
| 1996/97 | Deportivo La Coruña | Hiszpania  | Primera División | 22    | 0      |
| 1997/98 | Deportivo La Coruña | Hiszpania  | Primera División | 15    | 1      |
| 1998/99 | Deportivo La Coruña | Hiszpania  | Primera División | 0     | 0      |
| 1999/00 | Newcastle United    | Anglia     | Premiership      | 8     | 1      |
| 2000/01 | Deportivo La Coruña | Hiszpania  | Primera División | 21    | 0      |
| 2001/02 | Deportivo La Coruña | Hiszpania  | Primera División | 9     | 0      |
| 2002/03 | SL Benfica          | Portugalia | Superliga        | 21    | 2      |
| 2003/04 | SL Benfica          | Portugalia | Superliga        | 20    | 0      |
| 2004/05 | Paris Saint-Germain | Francja    | Ligue 1          | 16    | 1      |
| 2005/06 | AE Larisa           | Grecja     | Alpha Ethniki    | 9     | 0      |

## Kariera reprezentacyjna
W reprezentacji Portugalii Hélder zadebiutował 12 lutego 1992 roku w wygranym 2:0 towarzyskim spotkaniu z Holandią. Pierwszego gola w kadrze narodowej zdobył 2 września tego samego roku w meczu z Austrią (1:1). W 1996 roku został powołany przez selekcjonera António Oliveirę do kadry na Mistrzostwa Europy 1996. Tam wystąpił we wszystkich spotkaniach swojej drużyny: z Danią (1:1), z Turcją (1:0), z Chorwacją (3:0) oraz ćwierćfinale z Czechami (0:1). Ostatni mecz w kadrze narodowej rozegrał w 2001 roku, a łącznie wystąpił w niej 35 razy i strzelił 3 gole.